# MTVR
MTVR（Medium Tactical Vehicle Replacement, 中型戦術車両後継型）は、アメリカ合衆国のオシュコシュ社で開発され、アメリカ海兵隊とアメリカ海軍で採用されている6×6輪駆動、積載量7tクラスの軍用トラックシリーズの名称である。

## 概要
MTVRはM939 5tトラックシリーズの設計をベースとして発展させた6輪駆動のオフロードトラックで、1998年から実戦配備された。7tトラックと言われるが、これはオフロード条件での仕様を表した数値で、舗装道路上では約2倍の14t程度の積載量を持つ、大型のトラックである。
M939A2シリーズと同様に、タイヤ空気圧自動調整システム（CTIS, Central Tire Inflation System）を標準装備している。キャブ部分には機関銃リングマウントを標準装備しており、MCTAGS, MCTAGS-R（機関銃手用装甲キット）を装着して運用されるケースもある。2009年にアフガニスタンに派遣された車両では、キャブ部分にプラサン社で開発された装甲パッケージを装着し、対IED用の妨害装置を装備した車両が多く見られた。
MTVRには合計12種類のバリエーションと、同時に開発された牽引用トレーラーがあり、アメリカ海兵隊ではM777 155mm榴弾砲の牽引用途の他、燃料や飲料水の輸送、兵員輸送、物資の輸送など、幅広く活用されている。エクストラロングホイールベースの車両では、TEUサイズのコンテナを搭載可能である。
2004年、2005年のDARPAグランド・チャレンジに出場した無人自動車であるテラマックスは、MTVRをベースに開発されている。

## 形式
MK23 Standard Cargo Truck
ホイールベース4.7m、6×6輪駆動のカーゴトラック型。MTVRシリーズの基本形に相当する。
MK25 Standard Cargo Truck with self-recovery winch
ホイールベース4.7m、6×6輪駆動のカーゴトラック型、ウィンチ装備。
MK27 Extended Cargo Truck
ホイールベース5.5m、6×6輪駆動のカーゴトラック型。
MK28 Extended Cargo Truck with self-recovery winch
ホイールベース5.5m、6×6輪駆動のカーゴトラック型、ウィンチ装備。
MK29 Dump Truck
ホイールベース4.7m、6×6輪駆動のダンプトラック型。
MK30 Dump Truck with self-recovery winch
ホイールベース4.7m、6×6輪駆動のダンプトラック型、ウィンチ装備。
MK31 Tractor Truck
ホイールベース4.7m、6×6輪駆動のトラクター型。フラットベッドトレーラーを牽引する。
MK36 Wrecker Truck
ホイールベース5.5m、6×6輪駆動のレッカー型。荷台部分にクレーンを装備する。
MK37 HIMARS Resupply Vehicle
M142 HIMARS 自走多弾頭ロケット砲の弾薬運搬・再装填に使用される。フラットベッド式の荷台で、後部にクレーンを装備。
Short Bed Cargo Truck 4X4
ホイールベース4.7m、4×4輪駆動のショートカーゴトラック型。
9t LHS（Load Handling System）6X6
ホイールベース5.8m、6×6輪駆動のコンテナ搭載型。
16.5t LHS（Load Handling System）8X8
ホイールベース6.5m、8×8輪駆動のコンテナ搭載型。

## MTVRトレーラー
MK38 HIMARS Resupply Trailer
M142 HIMARS 自走多弾頭ロケット砲の弾薬運搬に使用される牽引用トレーラー。MK37と組み合わせて運用される。
MK105 MTVR Cargo Trailer
MTVRシリーズと共に使用されるように設計されたカーゴトレーラー。約4トンの積載能力を持つ。
MK149 MTVR  Water Trailer
MTVRシリーズと共に使用されるように設計された水タンク搭載トレーラー。600ガロン（2,268リットル）の水を運搬可能。

## 画像

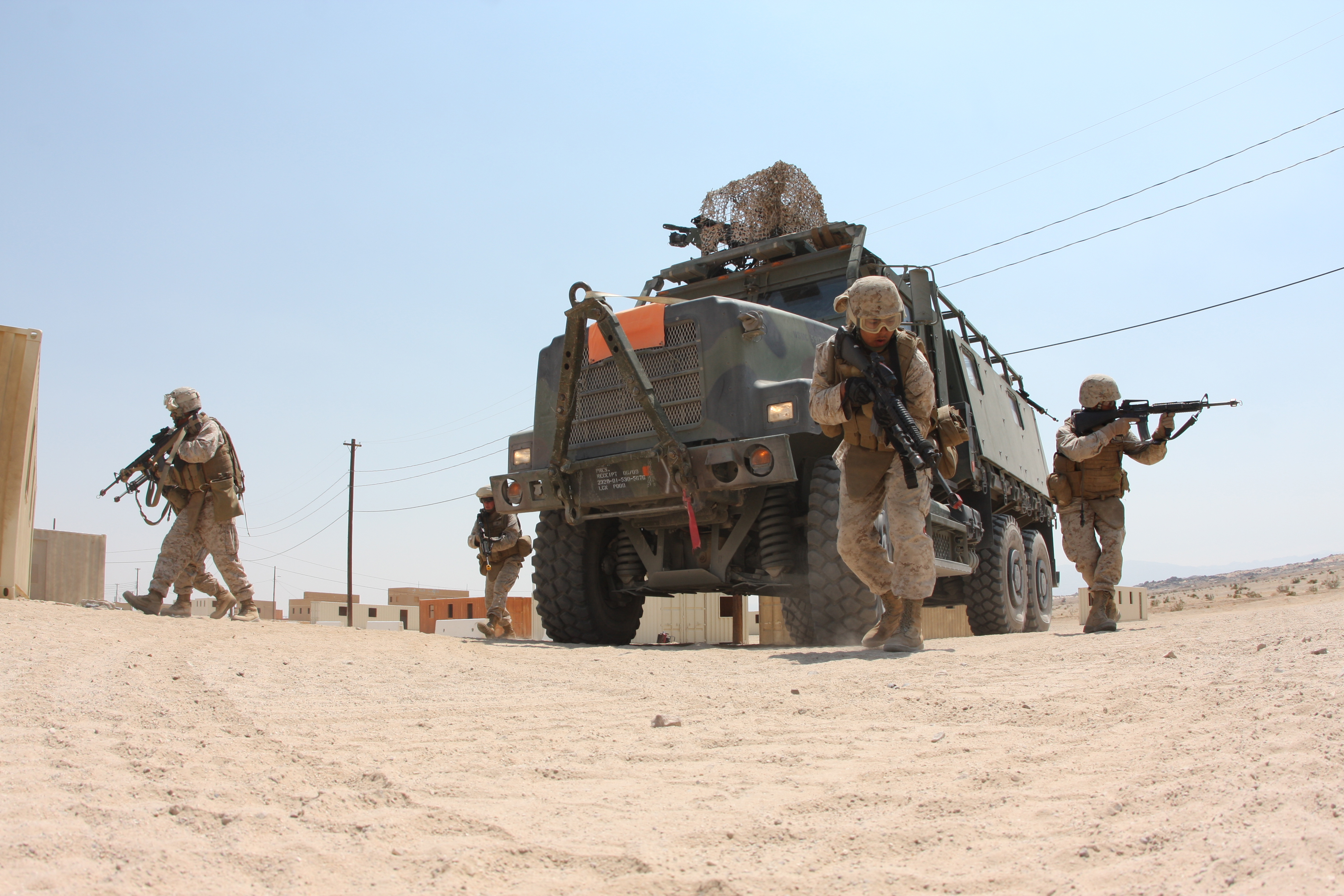
MTVRから展開し警戒態勢を取るアメリカ海兵隊員（訓練）、2009年。
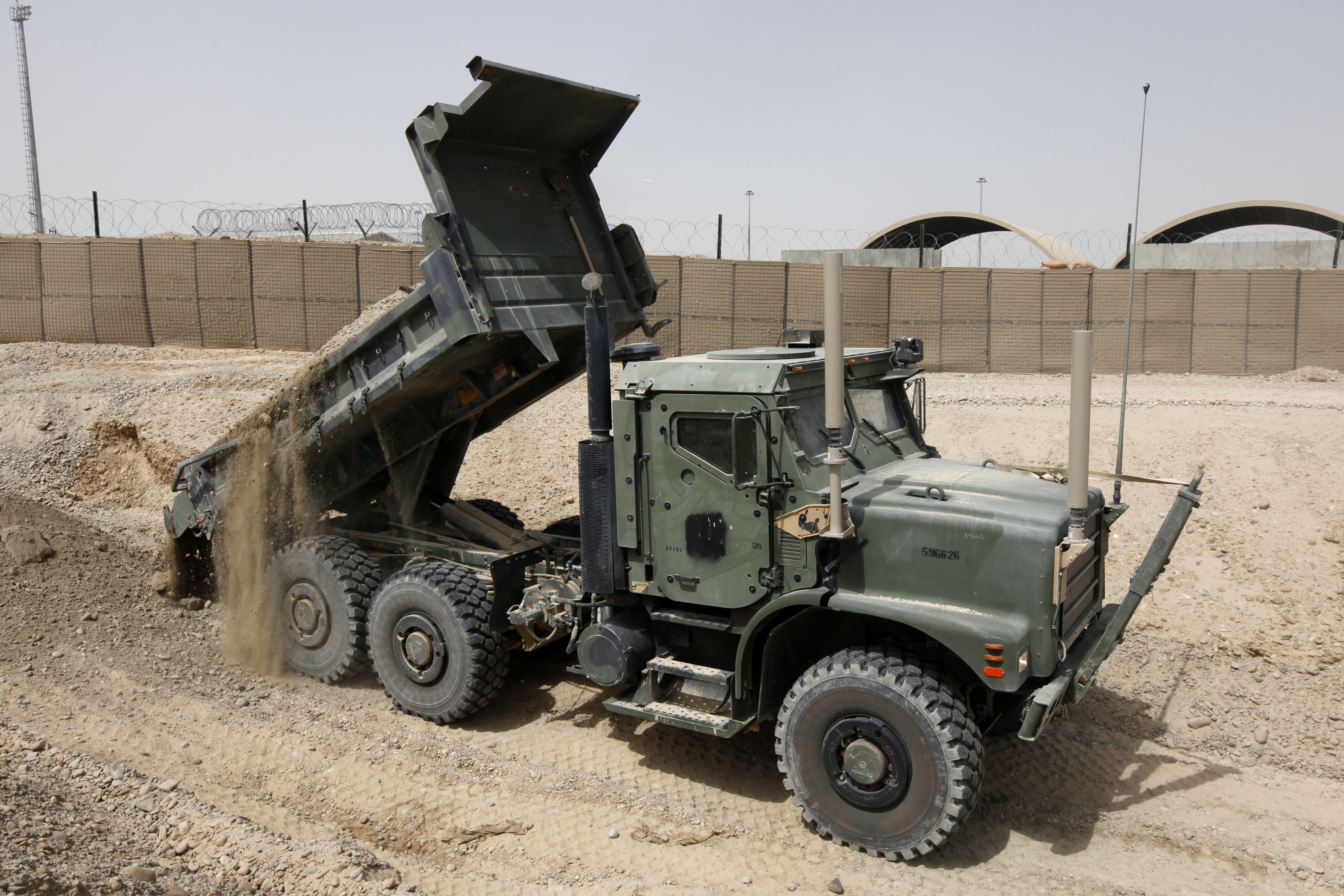
装甲キャブを備えたダンプトラック型、2013年、アフガニスタン。
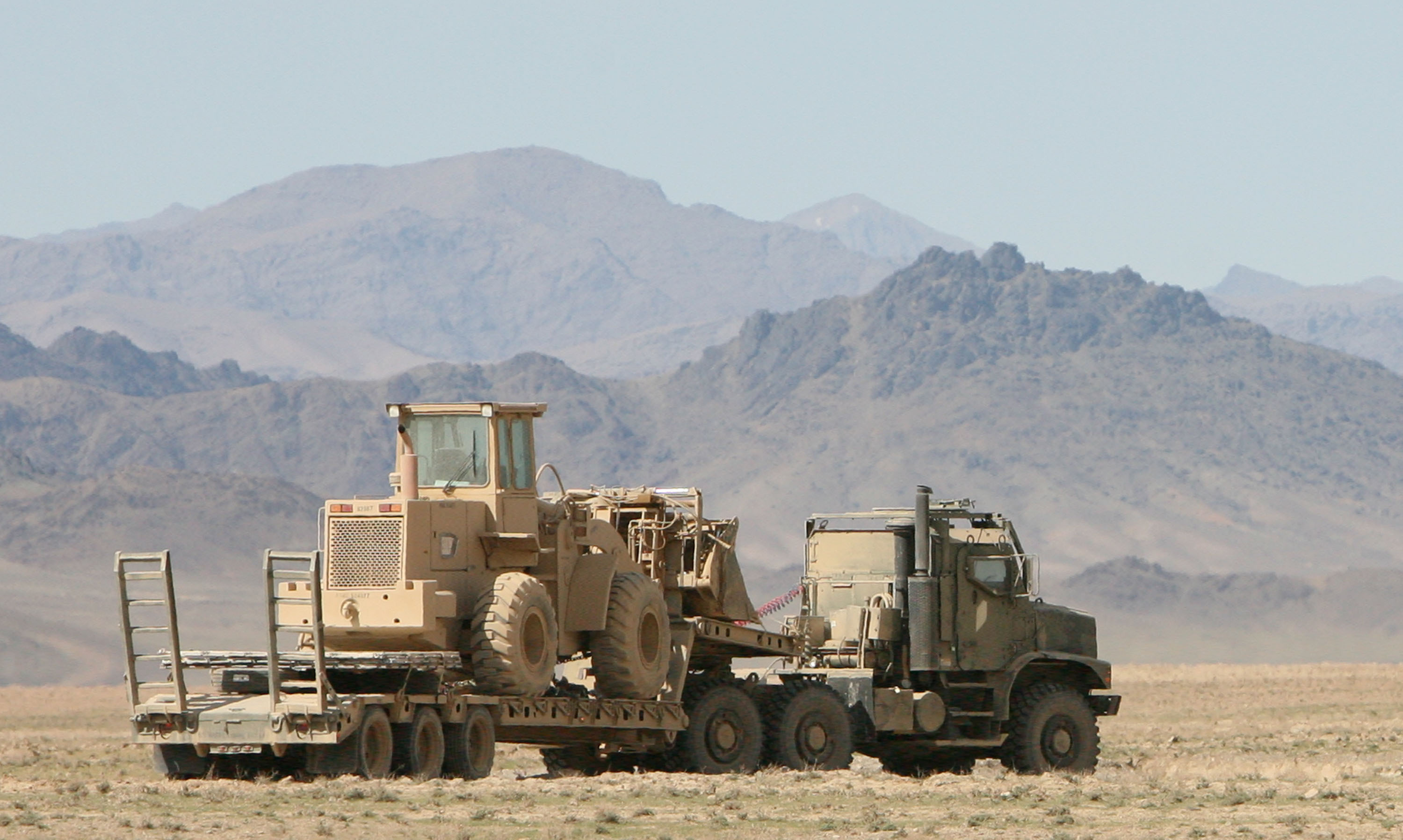
M870低床セミトレーラーを牽引するトラクター型。
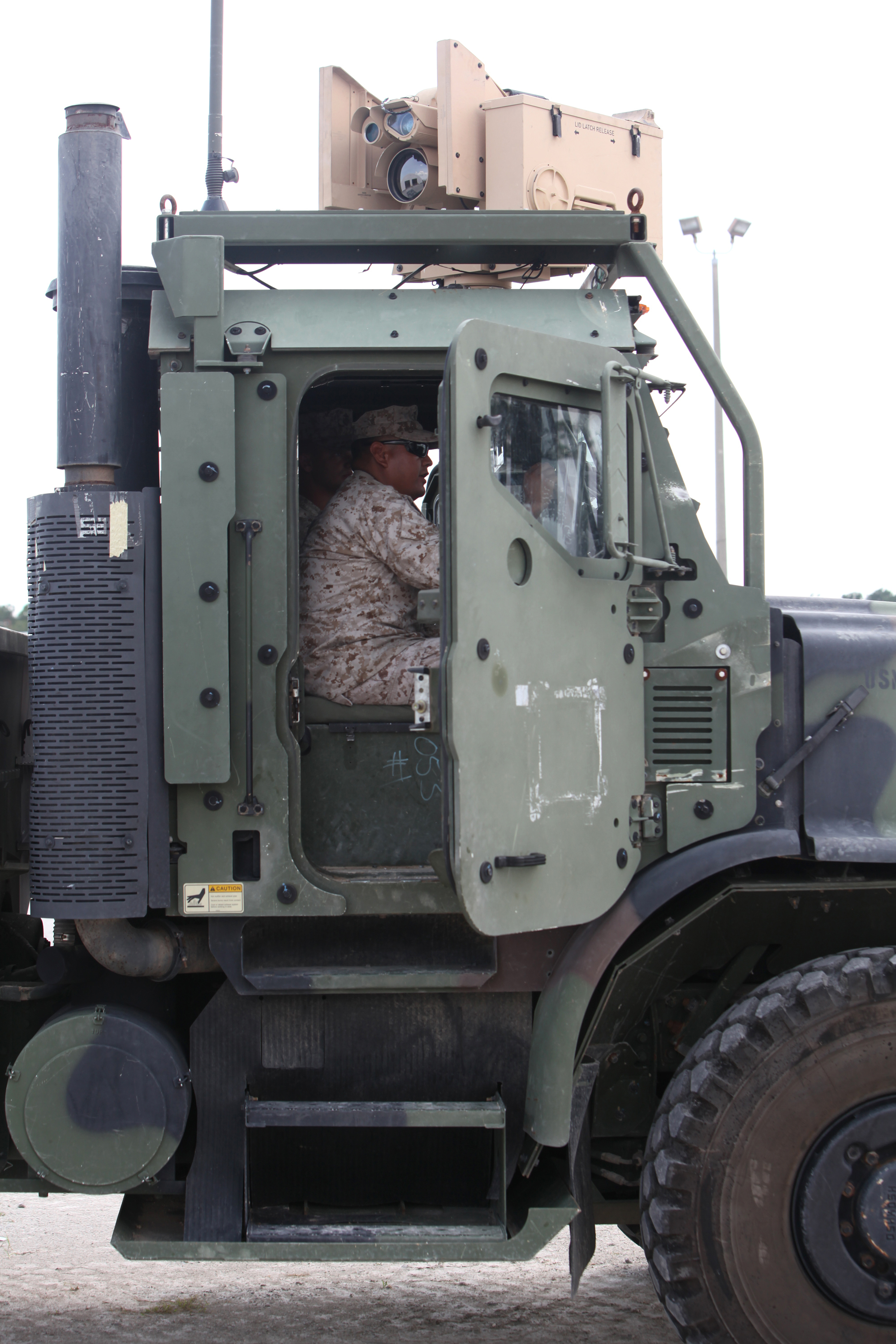
装甲キャブ上部にM153 CROWS IIを装備したMTVR、2012年。
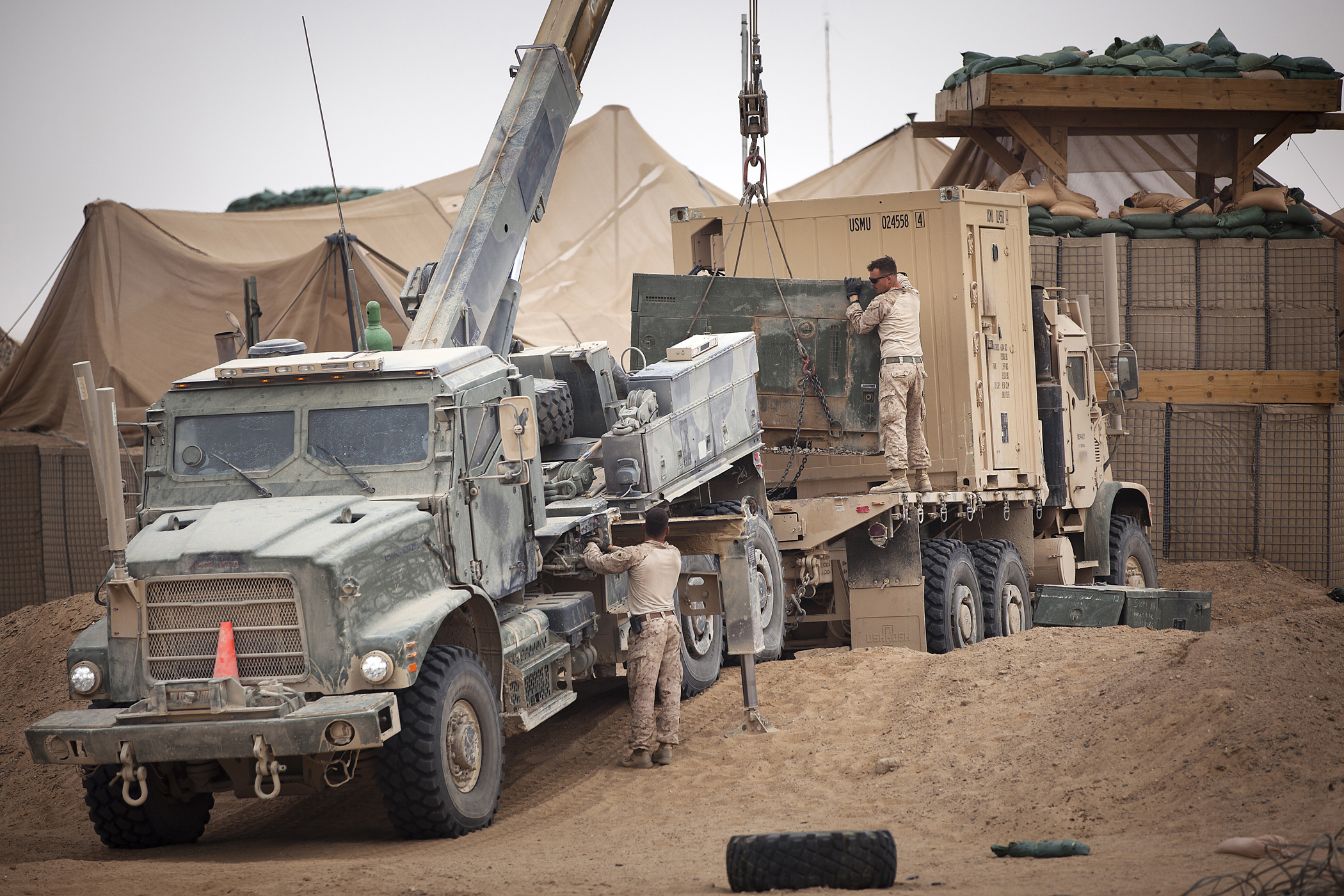
クレーン装備のレッカー型。
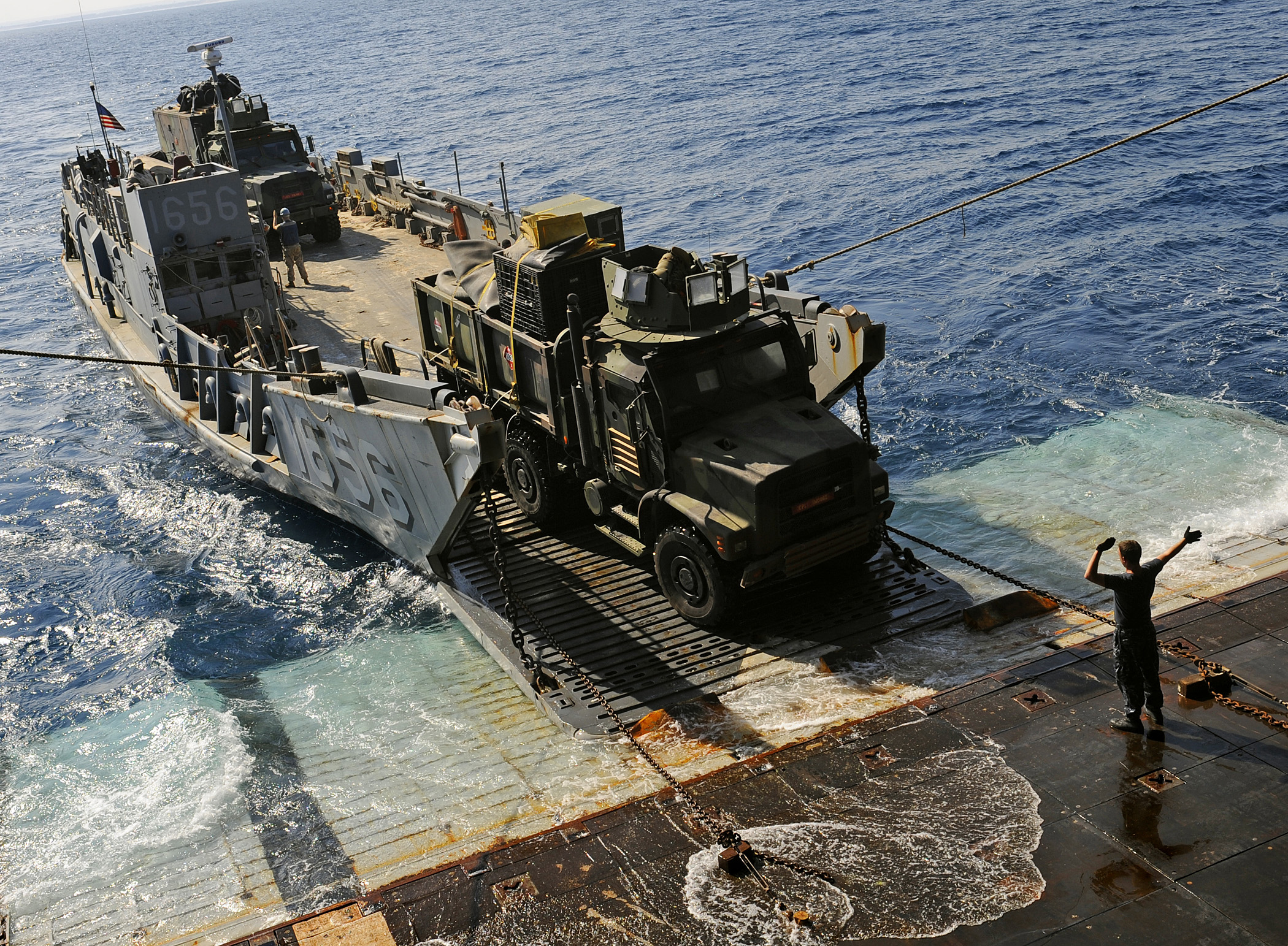
LCUから揚陸艦フォート・マクヘンリーに移動するMTVR。
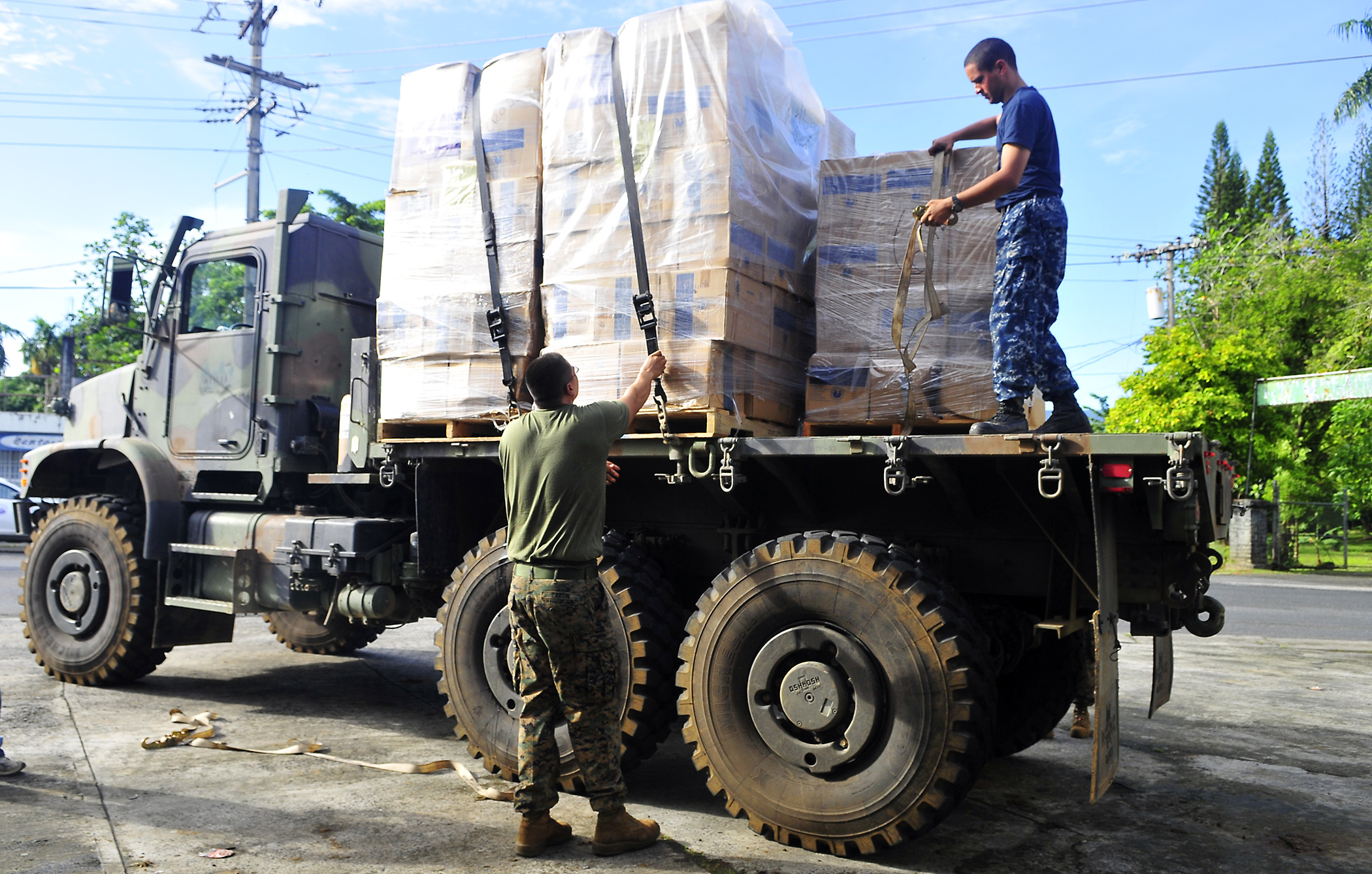
補給物資を搭載したアメリカ海軍のMTVR。
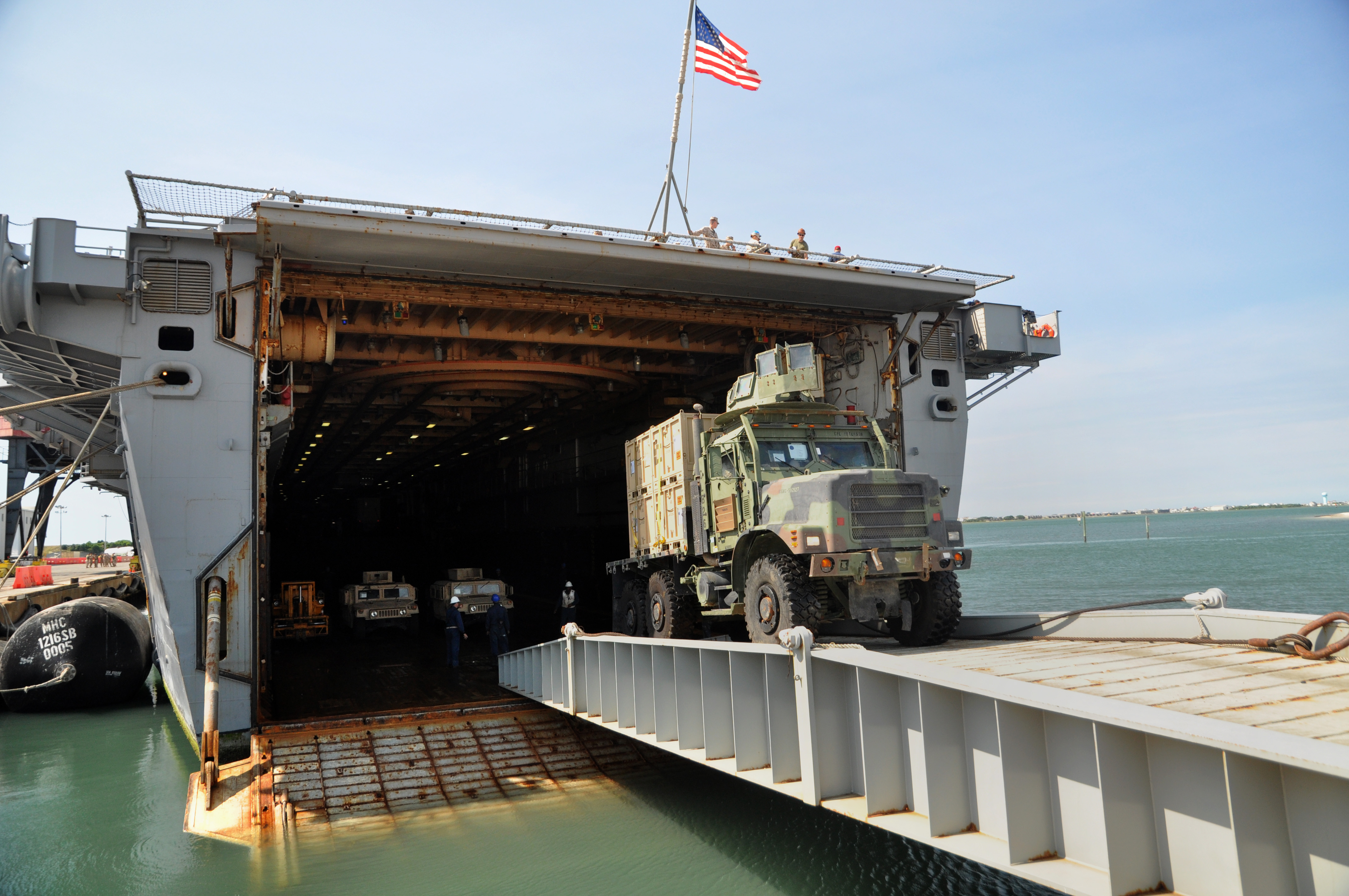
トレントン級揚陸艦 USSポンスから展開する第26海兵遠征部隊所属のMTVR。
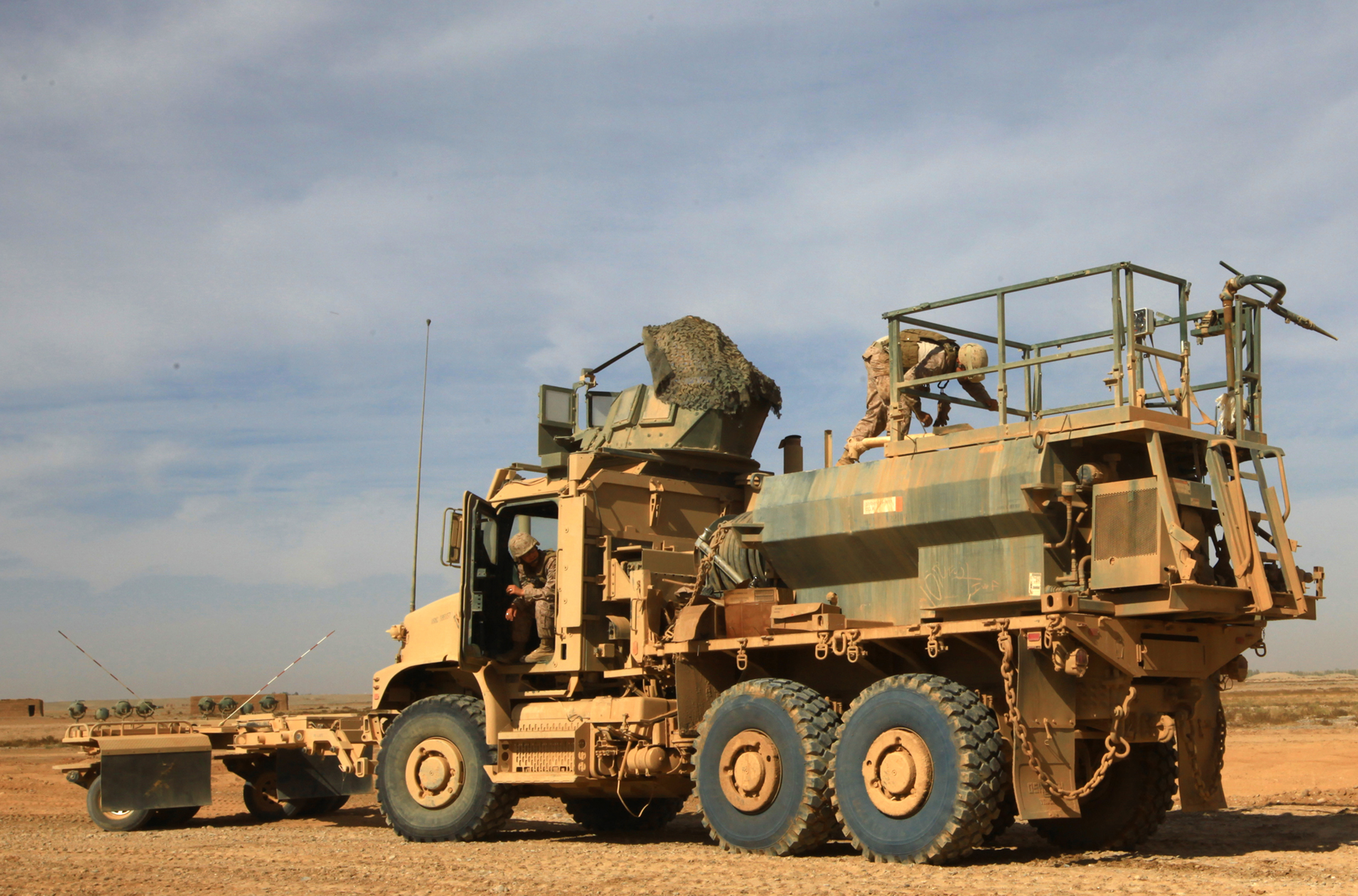
地雷処理ローラー装着車。2011年、アフガニスタンへの派遣車両。
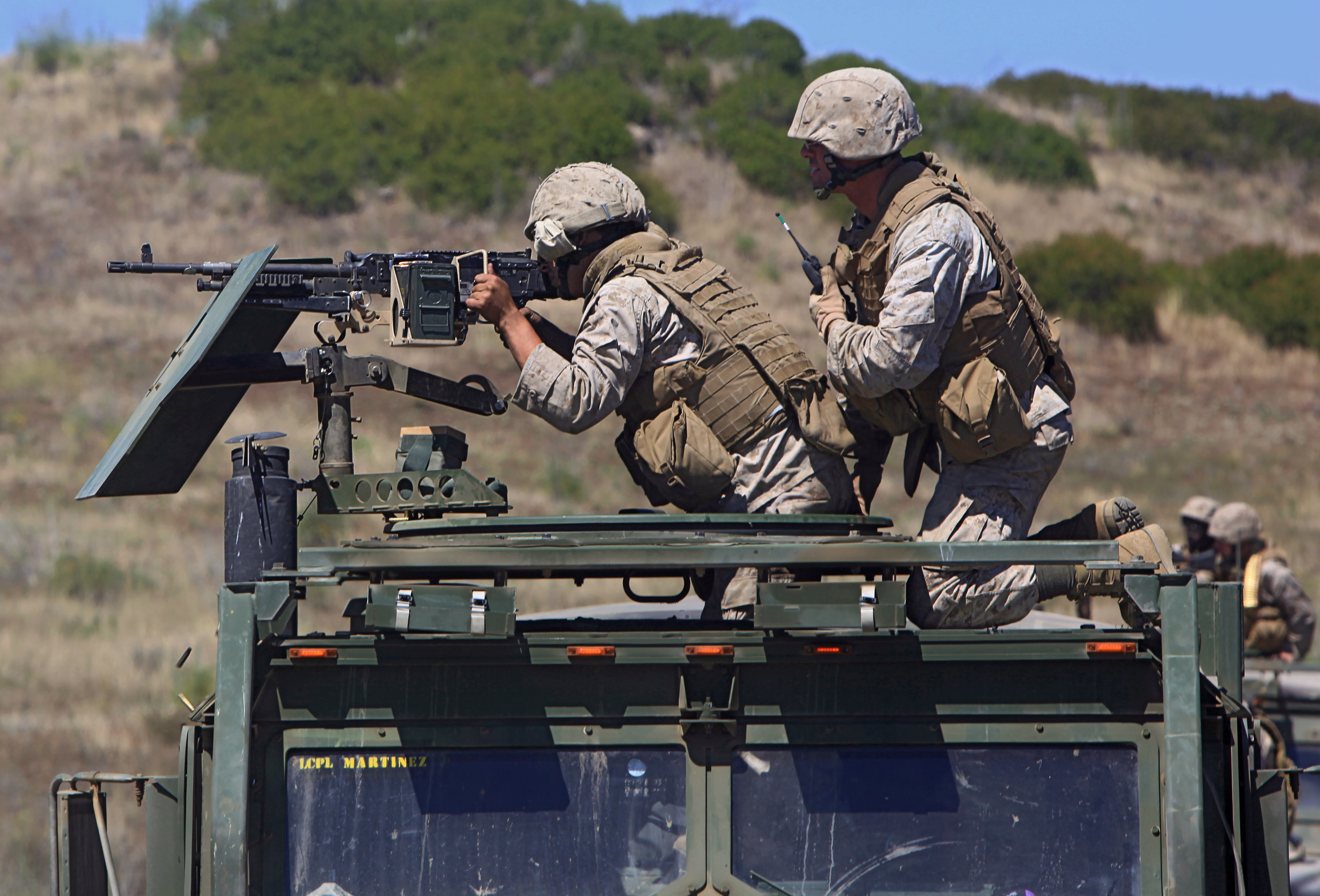
MTVRキャブ上部のM240機関銃を操作する海兵隊員。
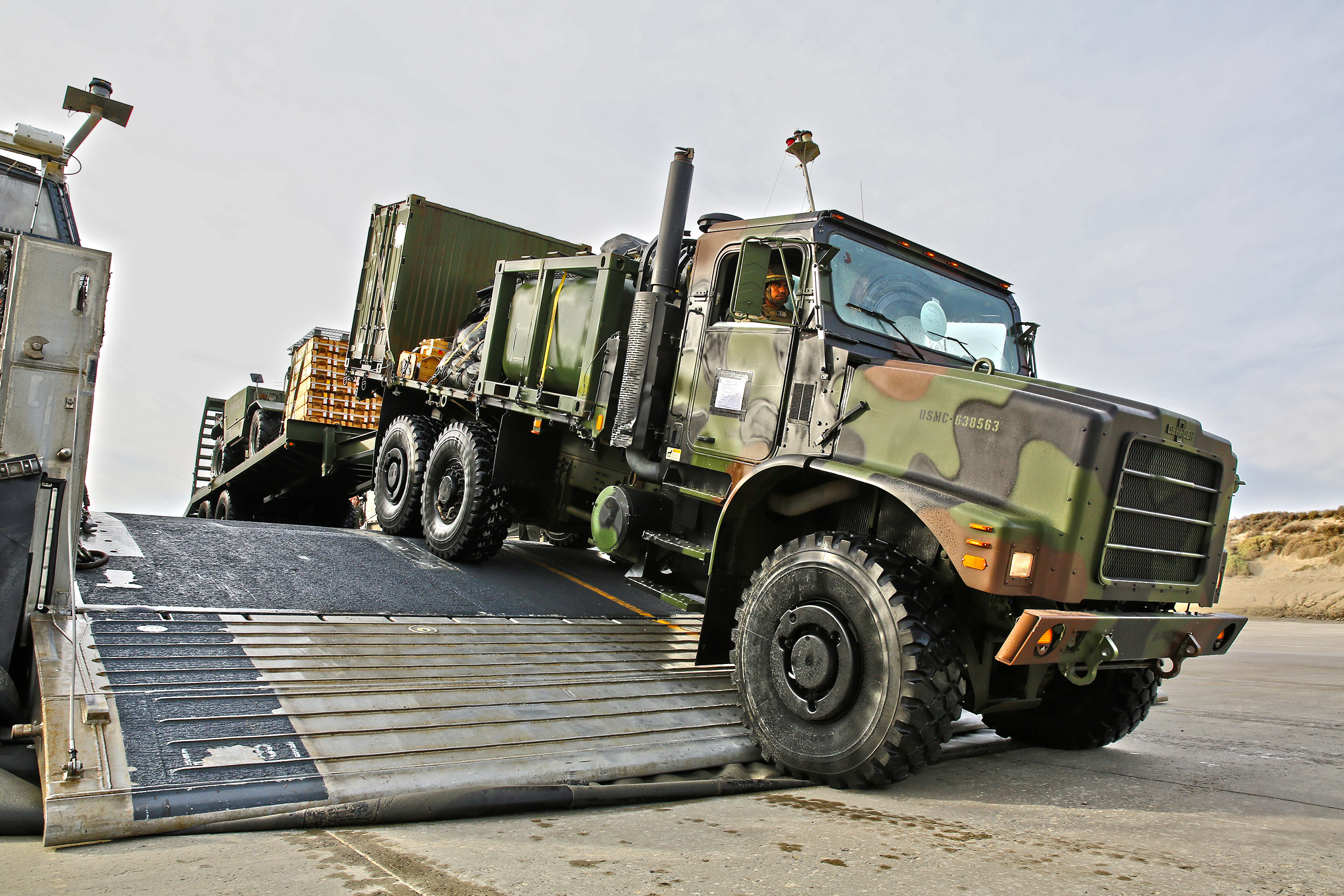
演習「Iron Fist 2014」にてLCACから展開する第1海兵師団のMTVR。
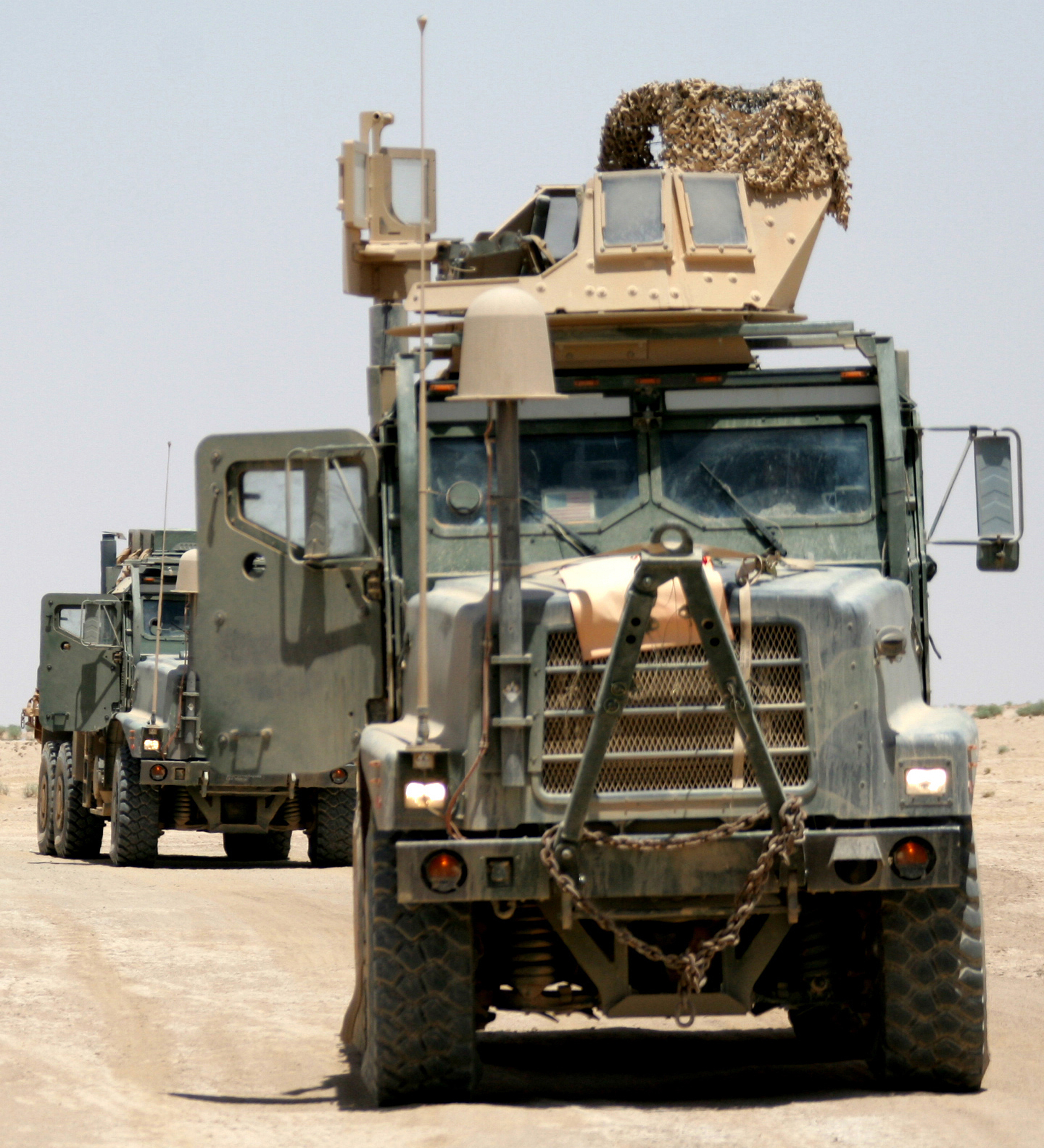
海兵隊仕様の装甲銃塔キット「MCTAGS」を装着したMTVR。

## 使用国
- アメリカ合衆国 - アメリカ海兵隊とアメリカ海軍が装備。総数11,000両以上。
- イギリス - イギリス陸軍が装備。357両
- エジプト
- ギリシャ
- イラク